# 石银美
石银美（韓語：석은미，1976年12月25日—），韩国女子乒乓球运动员。她在2004年雅典奥运会中，获得乒乓球女子双打银牌。她也参加了2002年亚洲运动会，并获得女子双打金牌。